# Megaselia cristicincta
Megaselia cristicincta är en tvåvingeart som beskrevs av Rudolf Beyer 1965. Megaselia cristicincta ingår i släktet Megaselia och familjen puckelflugor. Inga underarter finns listade i Catalogue of Life.